# タルティフレット
タルティフレット (フランス語: Tartiflette フランス語発音: [taʁtiˈflɛt]) はアルプス山脈フランス側のサヴォワやアオスタ渓谷の郷土料理である。ジャガイモとルブロションチーズ、ベーコン（ラルドン）、タマネギを用いたグラタンの一種である。

## 語源
「タルティフレット」"tartiflette" という言葉はおそらく現地の言葉で「ジャガイモ」を意味する "tartifle" に由来している。現代のレシピはペラ (péla) と呼ばれる伝統的なグラタンから来たものであり、ペラという名前は長い柄のついたペラジック (pelagic) という平鍋から来ている。

## 材料
ジャガイモ、ルブロションチーズ、ベーコン（ラルドン）、タマネギから作る。ルブロションチーズは牛乳から作る「少しピリっとした香りとナッツの味わい」が特徴のチーズである。白ワインを少量加えることもある。カリフラワーなどを好みで使用してもよい。グラタンの一種で、最後にオーブンで焼いて仕上げる。

## 来歴

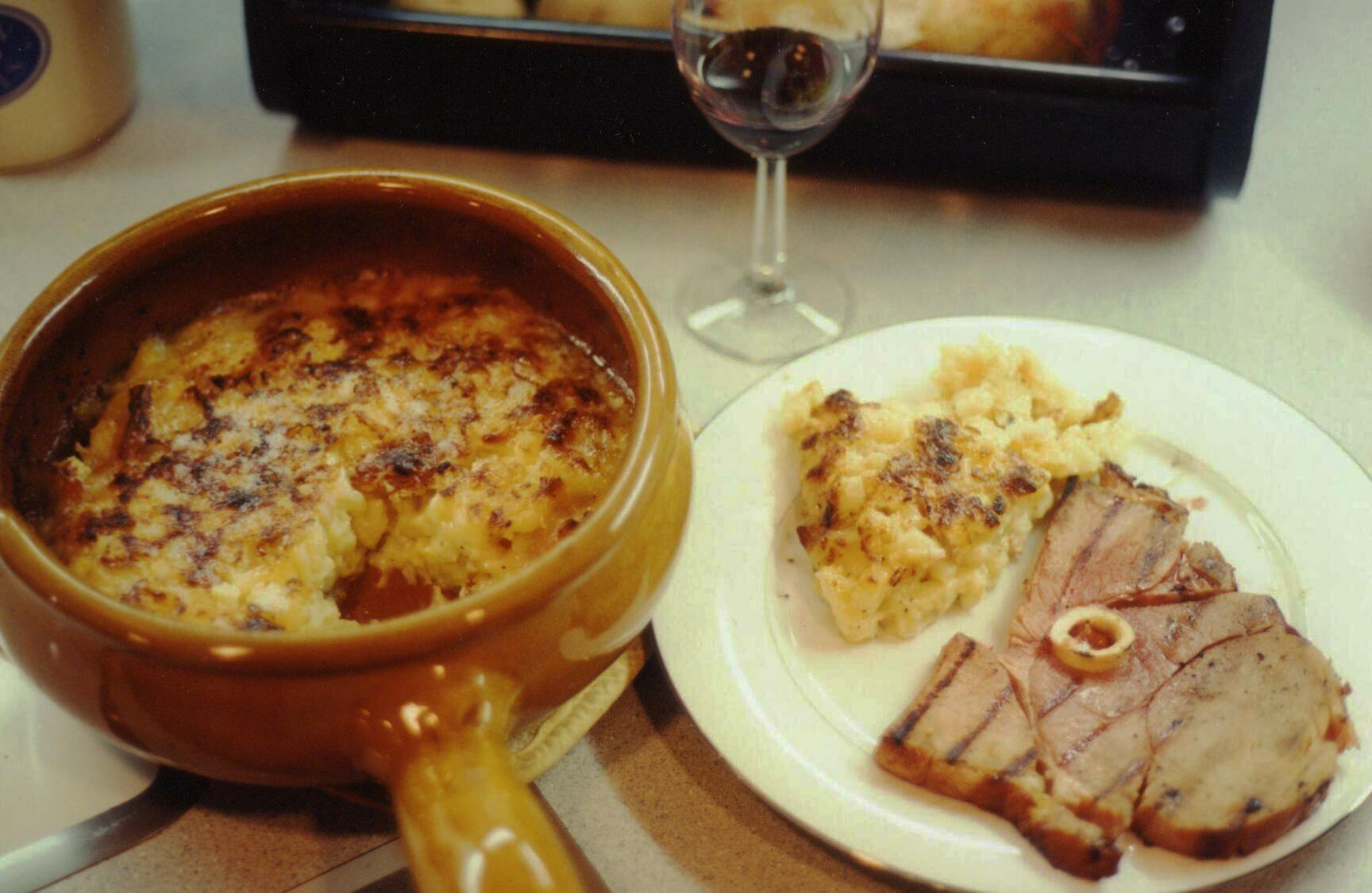
タルティフレットとグリルしたハム

タルティフレットが最初に言及されているのはフランソワ・マシアロとアシスタントのB・マテューが書いた1705年の書籍 Le Cuisinier Royal et Bourgeois である。1980年代頃からよく食されるようになり、ルブロションの売り上げを伸ばすためにチーズの生産組合であるLe Syndicat Interprofessionnel du Reblochonが行ったプロモーションによって広がった。
「体を温める料理」として冬季にフランスで好んで食される。スキーの後の食事としてよく出されるもので、アルプス山脈地域らしい食事として人気がある。

## 派生料理
ジャガイモのかわりにサヴォワ地域特有のパスタであるクロゼを使ったクロジフレットという料理がある。また、ルブロションチーズのかわりにモルビエチーズを使って作るモルビフレットという料理もある。ルブロションのかわりにブリーチーズやカマンベールチーズなどを使うこともある。

## 参照項目
- ペラ